# Arrivée d'un train gare de Joinville
 (juillet 2025).
Pour plus de détails, voir Fiche technique et Distribution.
Arrivée d'un train gare de Joinville est un film français de Georges Méliès, sorti en 1896. Il s'agit du deuxième film réalisé par Méliès.

## Synopsis
À cette époque des premiers films, la coutume est que les concurrents s'inspirent sans vergogne de tout sujet nouveau filmé par l'un ou l'autre des cinéastes primitifs. Comme ces films ne développent aucune construction dramaturgique, ils échappent à toute plainte en violation de droit d'auteur. Ainsi, l'un des films réalisés pour Thomas Edison en 1893 par le premier réalisateur du cinéma, William Kennedy Laurie Dickson, Blacksmith Scene est-il repris en 1895 par Louis Lumière sous le titre Les Forgerons, et plus tard, en 1896, par Georges Méliès, sous le même titre : Les Forgerons. De même, Georges Méliès reprend l'argument de L'Arrivée d'un train en gare de La Ciotat pour tourner son Arrivée d'un train gare de Joinville et aussi Arrivée d'un train gare de Vincennes. D'ailleurs, tous ses premiers films — la plupart malheureusement perdus — reprennent systématiquement un sujet tourné un an auparavant par Louis Lumière : Une partie de cartes, L'Arroseur, Baignade en mer, Barque sortant du port de Trouville. Par prudence, cependant, et surtout pour être original, Méliès se gardait de tourner dans la même ville que Louis Lumière.